# جون ميرز
جون ميرز (1789-1879) (بالإنجليزية: John Miers)‏ هو عالم نبات بريطاني.